# Piedra Blanca, Parras
Piedra Blanca är en ort i Mexiko.   Den ligger i kommunen Parras och delstaten Coahuila, i den centrala delen av landet, 700 km norr om huvudstaden Mexico City. Piedra Blanca ligger 1 186 meter över havet och antalet invånare är 423.
Terrängen runt Piedra Blanca är platt. Runt Piedra Blanca är det mycket glesbefolkat, med 3 invånare per kvadratkilometer. Piedra Blanca är det största samhället i trakten. Omgivningarna runt Piedra Blanca är i huvudsak ett öppet busklandskap.